# 최충호
최충호(1984년 9월 20일 ~ )는 대한민국의 희극 배우이다.

## 학력
- 남서울대학교 애니메이션학

## 출연작

### 방송
- 웃찾사 (SBS)